# Marek Kamiński
Pour les articles homonymes, voir Kaminski.
Marek Kamiński, né le 24 mars 1964 à Gdansk, est un explorateur polaire polonais, auteur, photographe, entrepreneur. Le premier à traverser les deux pôles la même année sans aide externe : le 23 mai 1995 Wojciech Moskal et lui ont atteint le pôle Nord, le 27 décembre 1995 il a atteint le pôle du Sud en solo.

## Biographie
Il a été élevé à Połczyn-Zdrój (Poméranie). En 1982, il a reçu un diplôme du lycée de Władysław Broniewski dans Koszalin. Il a étudié la philosophie et la physique à l'Université de Varsovie. Il est le fondateur et le copropriétaire d'une société Invena SA et fondateur de la Fondation Marek Kamiński. Il habite à Sopot avec son épouse Katarzyna et sa fille Pola.

## Expéditions
- 1977 - Danemark - première expédition indépendante, par le cargo au port d'Aalborg ;
- 1978 - Maroc - par bateau au port de Safi ;
- 1984 - URSS (maintenant le territoire de la Russie), Scandinavie, Allemagne, la Roumanie, Bulgarie, Grèce, Turquie et Yougoslavie - faisant de l'auto-stop ;
- 1985 - Cuba, Mexique (Mexique DF, Yucatan, Chiapas) - faisant de l'auto-stop ;
- 1987 - Cuba, Mexique (Mexique DF, Yucatan, Oaxaca, Chihuahua, Chiapas) - faisant de l'auto-stop ;
- 1990 - Svalbard - première expédition polaire solo (environ 350 kilomètres sur des skis) ;
- 1993 - Expédition de TransGreenland - première traversée du Groenland par des Polonais, avec Wojciech Moskal (environ 600 kilomètres en 35 jours) ;
- 1995 - Les Polonais aux pôles - atteignant le Pôle du nord de l'île Ward Hunt, avec Wojciech Moskal (770 kilomètres en 72 jours) ;
- 1995 - Un Polonais aux pôles - expédition solo au Pôle du sud de l'île de Berkner (1 400 kilomètres en 53 jours) ;
- 1996/1997 - TransAntarctica solo - une tentative de traversée solo de l'Antarctique (1 450 kilomètres) ;
- 1997/1998 - Antarctique - croisement des montagnes d'Ellsworth et atteinte du sommet du mont Vinson, avec Leszek Cichy ;
- 1998 - Kilimandjaro, mont Kościuszko en Australie ;
- 1998 - Bolivie - expédition aux Andes boliviens, atteignant le sommet de Hauyna Potosi, voyage à Amazonia, avec Børge Ousland ;
- 1999 - Naviguant à travers l'océan Atlantique en yacht, les Gémeaux, avec Andrzej Piotrowski ;
- 1999 - Expédition de la terre, l'Australie - traversée du désert de Gibson (700 kilomètres en 60 jours) ;
- 2000 - Greenland Expedition 2000 - croisements Groenland, avec Wojciech Ostrowski (600 kilomètres en 13 jours) ;
- 2000 - Race 2000, naviguant à travers l'océan Atlantique en catamaran Polfarma - Warta, avec Roman Paszke ;
- 2000 - Amazon Source 2000, expédition aux sources de l'Amazone sous le patronage de la National Geographic Society ;
- 2001 - Zanzibar, Kilimanjaro, avec Katarzyna Pisera;
- 2001 - North Pole 2001 (Pôle du nord 2001), comme guide de la première expédition des touristes polonais au Pole du nord;
- 2001 - Dolomites (Cortino d'Ampezzo), avec Katarzyna Pisera et Leszek Cichy ;
- 2002 - Expédition au Pôle du nord comme guide ;
- 2002 - Dolomites (Marmolada), avec Katarzyna Pisera ;
- 2003 - Terre sainte : Jérusalem, Cesarea, Netania, Mosada, téléphone Awiw - Jafa, avec Katarzyna Pisera ;
- 2004 - Ensemble au pôle - expéditions aux deux pôles la même année avec l'adolescent handicapé Jasiek Mela, avec Wojciech Ostrowski et Wojciech Moskal (Pole du nord) ;
- 2005 - Autour de la Baltique en Dinghy - un voyage de cinq jours, une célébration d'un 25e anniversaire de Solidarność, avec Mirosław Kukuła et Wojciech Ostrowski ;
- 2006 - Bébé à bord - à travers la Pologne avec Pola - un voyage à travers la Pologne, suivant le fleuve Vistule, avec son épouse Katarzyna et sa fille Pola ;
- 2007 - Bébé à bord - à travers le monde avec Pola - un voyage vers la Norvège (Oslo, Finnmarksvidd, Lofota, Flamsban), avec son épouse Katarzyna et sa fille Pola.

## Livres
Marek Kamiński a écrit les livres suivants sur ses voyages :
- Moje bieguny. Dzienniki z wypraw 1990–1998 1990-1998 (Mes pôles. Les journaux d'expédition 1990-1998, 1990-1998), Ideamedia, Gdansk 1998  - Le livre a reçu le prix d'Artus dans  la catégorie: le meilleur livre d'année 1998 et le prix Papillon d'ambre Arkady Fiedler pour le meilleur livre polonais sur les voyages et le tourisme,
- Moje wyprawy (Mes expéditions), Pascal, Bielsko-Biała 2001
- Razem na Biegun (Ensemble aux pôles), Fundacja Marka Kamińskiego (Fondation Marek Kamiński), Gdansk 2005

et comme coauteur :
- Sławomir Swerpel, Marek Kamiński, Wojciech Moskal, Nie tylko Biegun (Non seulement le Pôle), Muza SA, Varsovie 1996
- Jacek Bunsch, Marek Kamiński, Poczta Polska, czyli niezwykłe dzieje pewnego listu (La Poste Polonaise, ou l'histoire peu commune d'une lettre), Wydawnictwo Europa, Wrocław 2000.

Ses articles et photographies ont été également publiés dans beaucoup de périodiques, notamment National Geographic et Le Voyage.

## Films
- Zdobycie Bieguna Północnego (Conquête du pôle Nord), de J. Surdel (1995)
- Dwa bieguny w jednym roku. Arctica (Deux pôles la même année. Arctique), de J. Surdel (1995)
- Dwa bieguny w jednym roku. Antarctica (Deux pôles la même année. Antarctique), de J. Surdel (1996)
- Tamtego lata w Patriott Hills (Cet été en Patriott Hills), de J. Surdel (1996)
- Trzeci biegun. Przerwana wyprawa (Troisième Pôle. Une expédition interrompue), de J. Surdel (1997)
- Transantarctica 96/97, de J. Surdel (1997)
- Dlaczego? Wyprawa na Mt. Vinson (Pourquoi ? Expédition au mont Vinson), de W. Ostrowski (1998)
- Męski portret we wnętrzu (Portrait d'homme en intérieur), de F. Bajon (1999)
- Grenlandia za plecami Marka Kamińskiego (Groenland derrière le dos de Marek Kamiński), de W. Ostrowski (2000)
- Razem na Biegun (Ensemble au Pôle), de W. Ostrowski (2005)
- White out. Wyprawa poza cień (White out. Une expédition au-delà des ombres), de W. Szumowski (2005)
- Pontonem dookoła Bałtyku (Autour de la Baltique en Dinghy), de . W. Ostrowski (2005)
- Z Polą przez Polskę (A travers la Pologne avec Pola), de . W. Szumowski (2007)

## Récompenses principales
- Jeune homme d'affaires 1994 (Młody Biznesmen Roku 1994) dans l’édition polonaise de World Young Business Achiever (1994)
- La croix de chevalier de l'Ordre Polonia Restitutae, pour la conquête du pôle Nord, attribuée par le président Lech Wałęsa (1995)
- Médaille d'or du ministre de sports pour atteindre le pôle Nord (1995)
- Récompense de TV Polonia « pour améliorer la Pologne et l'esprit polonais » (1996)
- Medal Św. Wojciecha (Médaille de St. Adalbert), une décoration honorifique attribuée par le conseil municipal de Gdansk, « pour rendre Gdansk mondialement célèbre » (1997)
- Récompense Papillon ambre Arkady Fiedler pour le livre Moje bieguny. Dzienniki z Wypraw 1990-1998 (1999)
- Prix de l'explorateur 2000 attribué au festival des explorateurs, Łódź (2000)
- Prix Papillon 2003 (Motyl 2003) attribué par la base de Jolanta Kwaśniewska, pour le courage et présenter le handicapé en tant que participants plein-capables à la vie publique (2004)
- Prix Kolos superbe 2004, attribué pour le plus grand accomplissement sportif dans l'histoire de l'exploration polaire polonaise, la conquête du pôle Nord le 23 mai 1995 (2004)
- Le diplôme du ministre des affaires étrangères pour des services exceptionnels favorisant la Pologne dans le monde entier (2005)
- Soignant intrépide des malades et handicapés (Medal Metropolity Gdańskiego Jego Ekscelencji Księdza Tadeusza Gocłowskiego), médaille attribuée par Son Éminence le métropolite Tadeusz Gocłowski (2005)
- Le titre de l'ambassadeur d'Hans Christian Andersena (2005)
- Prix Business et Passion (Biznes i Pasja) attribué au festival de l'explorateur, Łódź (2006)
- La médaille de frère Albert (Medal Św. Brata Alberta) pour démontrer qu'une personne handicapée peut être un participant à la vie publique, exécuter les missions difficiles et faire ses rêves devenir réalité (2007)
- Citoyenneté honorifique de la ville du comté de Koszalin, de Połczyn-Zdrój et de Tarłów

## Organismes
Marek Kamiński appartient aux organismes suivants :
- Union des auteurs polonais
- Académie polonaise du Comité des sciences pour la recherche polaire (membre honorifique)
- Club des navigateurs de Sopot

## Conférences
Marek Kamiński a donné beaucoup de conférences en Pologne, aux États-Unis, et beaucoup d'autres pays comprenant l'Antarctique.
Titres :
- Comment l'impossible devient possible
- Expéditions aux bords de mes rêves

Il conduit également des ateliers et formation pour des sociétés polonaises et étrangères de commandant, des banques et des compagnies d'assurance.

## Fondation Marek Kamiński
La fondation Marek Kamiński a été fondée en 1996. Elle est impliquée en créant et en courant des programmes éducatifs, la mobilisation de fonds pour des prothèses pour ceux dans le besoin, et des camps intégrés de le handicapé. Ses objectifs statutaires incluent également l'exploration de support des régions polaires et autre place dans le monde entier, favorisant des études et l'écologie polaires et soutenant de jeunes participants dans les expéditions.
Les accomplissements principaux :
- « Aidons les enfants malades à faire leurs rêves venir vrai », la première campagne, en raison de laquelle la fondation a été fondée. Les fonds ont été employés pour acheter des égouttements d'IV pour des enfants et pour financer l'évolution de la salle de la chimiothérapie des enfants à Gdansk (1995)
- « TransAntarctica solo », l'organisation de l'expédition polaire, partie dont était un programme éducatif international exécuté sur l'Internet (1996/97)
- Organisation d'un voyage vers l'Antarctique à Noël pour deux enfants des maisons des enfants d'Ełk et d'Ostrołęka. Le voyage était le premier prix dans un concours. (1996/97)
- Organisation de l'expédition au mont Vinson, le sommet la plus élevée en Antarctique (1997/98)
- Organisation d'un concours pour des enfants sur la connaissance de l'Australie pendant une expédition pour traverser le désert de Gibson. Placement du prix supérieur, un voyage vers Sydney pour les gagnants de concurrence (1999)
- « Ensemble au pôles », l'organisation de l'expédition de Marek Kamiński et de Jasiek Mela, un adolescent handicapé aux deux pôles (2004)
- « Donnez aux autres une chance », mobilisation de fonds pour acheter des prothèses pour le handicapé pendant la première « Ensemble au Pole ». Le total des dons - 733 227 zlotys - a été employé pour financer l'achat des prothèses pour 65 personnes dans tout le pays (2004)
- « École chez le Polonais », organisation d'une campagne éducative (2004)
- Journée mondiale du malade - la campagne dans tout le pays pour distribuer 10 000 copies d'un livre a eu droit le grand voyage de Lulie aux enfants qui étaient dans l'hôpital ce jour (le février 2005)
- L'école pour le croisement encadre, organisation d'un camp pour les enfants handicapés (le juillet 2005)
- « Aide pour le Pakistan », des donations pour des victimes du tremblement de terre du Pakistan (le novembre 2005)